# ریکاردو دلگادو
ریکاردو دلگادو (اسپانیایی: Ricardo Delgado‎؛ زادهٔ ۱۳ ژوئیهٔ ۱۹۴۷) بوکسور اهل مکزیک بود.
وی در مسابقات کشوری و بین‌المللی در مجموع برندهٔ ۱ مدال طلا، ۱ مدال نقره شده‌است.